# P. K. Srinivasan
P. K. Srinivasan (también conocido simplemente como PKS) (4 de noviembre de 1924 - 20 de junio de 2005) fue un conocido profesor de matemáticas en la India. Es conocido en India por su dedicación a la enseñanza de las matemáticas y por crear una conciencia pionera del matemático indio Ramanujan. Es autor de varios libros en inglés, telugu y tamil que introducen las matemáticas a los niños de maneras novedosas e interesantes. También fue un destacado crítico de libros de matemáticas en la columna semanal Book Review del periódico indio The Hindu de Chennai. 

## Semblanza
Aunque provenía de una familia tradicional, siempre estaba vestido con una kurta blanca y un dhoti tejido de khadi, tela de algodón áspera y casera que simbolizaba el concepto del movimiento Swadeshi inspirado por Gandhi.
A lo largo de su carrera, se dedicó a enseñar matemáticas en la escuela secundaria Muthialpet en Chennai, India, a la que permaneció ligado hasta su jubilación, actividad que combinó con su labor en la difusión de las matemáticas a través de la educación. PKS, como le llamaban sus conocidos, viajó a los Estados Unidos como maestro de intercambio gracias al Programa Fulbright, y trabajó en la Escuela Central de Liverpool, Nueva York, en 1965-66. Más tarde sirvió como oficial de educación superior y profesor titular de matemáticas en Nigeria durante siete años, y ejerció como profesor en el Consejo Nacional de Investigación y Formación Educativa (NCERT) en la India. Organizó más de sesenta exposiciones y ferias de matemáticas en su país natal, en Nigeria y en los Estados Unidos, y participó activamente en cuatro conferencias del Congreso Internacional de Educación Matemática (ICME).
Abogó por el uso de material didáctico prácticamente sin costo para ilustrar conceptos matemáticos, liderando una cruzada contra las técnicas simplemente basadas en el aprendizaje memoristico y la repetición de ejercicios. También indicó la eficacia de introducir el pensamiento no rutinario cuando el niño puede comprender, utilizando los conceptos introducidos, lo que lleva a técnicas de resolución de problemas y estrategias innovadoras. 
Además, fue el fundador y el curador-director del Museo Ramanujan y el Centro de Educación Matemática que ayudó a crear en 1993. También fue uno de los fundadores de la Asociación de Maestros de Matemáticas de la India (AMTI) en 1965.
Srinivasan falleció en 2005. Su obituario en el periódico The Hindu. 
Tuvo cinco hijos y cinco hijas con su esposa, Alamelu Srinivasan, que murió en Chennai el 10 de noviembre de 2012.

## Honores
- Recibió el Premio Nacional de Ciencia del Gobierno de la India en 1991 y un Premio Estatal del Centro de Ciencia y Tecnología Tamil Nadu por la popularización de la educación matemática para permitir que los niños aprendan matemáticas con interés y entusiasmo.

## Publicaciones
- Actividades del club de matemáticas
- Una delicia matemática
- Números divertidos con un calendario
- Cómo promover la creatividad en el aprendizaje de las matemáticas: publicado por Lakshmi Ganapathy Educational and Charitable Trust, Chennai, India.
- Ramanujam Memorial Number Vol 1 - Carta y reminiscencias - una compilación (Ed.)
- Ramanujam Memorial Number Vol 2 - Una inspiración (Ed.)
- Introducción a la creatividad de Ramanujan - Guías de instrucción para maestros de primaria, secundaria y preparatoria
- Game Way Math - publicado por Lakshmi Ganapathy Educational and Charitable Trust, Chennai, India.
- Matemáticas y cuadrados mágicos.

## Reseñas de libros
Srinivasan fue un crítico destacado de los libros de matemáticas en la columna semanal de revisión de libros del periódico indio The Hindu en Chennai: 
- Aplicaciones de la matemática védica Archivado el 10 de enero de 2011 en Wayback Machine.
- Diversión con las matemáticas Archivado el 27 de marzo de 2008 en Wayback Machine.